# 川頭義郎
川頭 義郎（かわず よしろう、1926年4月28日 - 1972年12月30日）は、日本の映画監督・脚本家。

## 経歴
東京市牛込区（現・東京都新宿区）出身。暁星中学校、日本映画学校を卒業し、1945年（昭和20年）に松竹撮影所に入る。カメラマン助手を経て、木下惠介の助監督となる。1955年（昭和30年）の「お勝手の花嫁」で監督デビューを果たした。晩年は、テレビドラマの演出にも携わった。

## 家族
弟は俳優の川津祐介。
息子は「イタリアワイン最強ガイド」や「イタリアワイナリー最上の24蔵」の著者でもある川頭義之。イタリアワイン業界で最も注目され「ヴィエディロマンス」や「レマッキオレ」「モンキエロカルボーネ」などの有名なワイナリーとエージェント契約を結び、日本に紹介している。

## 主な監督作品

### 映画
- お勝手の花嫁（1955年）
- 子供の眼（1955年）

※ゴールデングローブ賞 外国語映画賞
- 愛と智恵の輪（1956年）
- 涙（1956年）
- 体の中を風が吹く（1957年）
- 恋して愛して喧嘩して（1957年）

※川頭義郎と松山善三の共同シナリオ。
- 青空よいつまでも（1958年）
- 有楽町0番地（1958年）
- 東京1958（1958年）[4]
- 風の中の瞳（1959年）
- 手さぐりの青春（1959年）
- 伊豆の踊子（1960年）
- かあちゃんしぐのいやだ（1961年）
- 母と娘（1961年）
- ママおうちが燃えてるの（1961年）
- 小さな花の物語（1961年）
- 霧子の運命（1962年）
- かあさん長生きしてね（1962年）
- 風の視線（1963年）
- ローマに咲いた恋（1963年）
- 青い目の嫁はん（1964年）
- 海抜0米（1964年）
- あねといもうと（1965年）
- おしゃべりな真珠（1965年）
- いつか来るさよなら（1969年）

### テレビドラマ
- 木下恵介アワー（TBS）
  - 二人の星（1965年−1966年）
  - 3人家族（1968年−1969年）
  - あしたからの恋（1970年）
  - 二人の世界（1970年）
  - 太陽の涙（1971年）

## 受賞
- 第13回（1955年度）ゴールデングローブ賞 外国語映画賞 - 『子供の眼』
- 第7回ブルーリボン賞 新人賞 - 『子供の眼』『涙』